# Amt Mecklenburgische Kleinseenplatte
L'Amt Mecklenburgische Kleinseenplatte est un Amt de l'arrondissement du Plateau des lacs mecklembourgeois dans le land de Mecklembourg-Poméranie-Occidentale, dans le Nord de l'Allemagne.

## Communes
1. Mirow
2. Priepert
3. Roggentin
4. Wesenberg
5. Wustrow